# Affaire Littlejohn
Pour les articles homonymes, voir Littlejohn.
L'affaire Littlejohn est la révélation d'une supposée opération du MI6 contre les républicains pendant le conflit nord-irlandais.
À la suite d'un braquage de 67 000 livres sterling, Keith et Kenneth Littlejohn sont arrêtés en Angleterre et extradés vers l'Irlande pour y être jugés en juillet 1973. Selon eux, le MI6 les aurait recrutés. Sous ses ordres, ils auraient infiltré l'IRA officielle en vue d'assassiner Séamus Costello, Seán Patrick Galand ou encore Seán MacStíofáin. Du même temps, ils auraient mené plusieurs actions violentes (attentats à la bombe, attaques au cocktail Molotov,…) pour permettre l'établissement d'une législation plus répressive. Le ministre de l'Intérieur irlandais de l'époque, Desmond O'Malley, et le Foreign Office ont reconnu que les Littlejohn étaient des agents du MI6.